# Onzième circonscription du Val-de-Marne
La onzième circonscription du Val-de-Marne est l'une des 11 circonscriptions législatives françaises que compte le département du Val-de-Marne (94) situé en région Île-de-France. La députée est Sophie Taillé-Polian (Génération·s) depuis 2022.

## Description géographique et démographique
La onzième circonscription du Val-de-Marne est délimitée par le découpage électoral de la loi n°86-1197 du 24 novembre 1986
, elle regroupe les divisions administratives suivantes : 
- Canton d'Arcueil
- Canton de Cachan
- Canton de Villejuif-Est
- Canton de Villejuif-Ouest

D'après le recensement général de la population en 1999, réalisé par l'Institut national de la statistique et des études économiques (INSEE), la population totale de cette circonscription est estimée à 96572 habitants,.
De 1968 à 1986, la même zone géographique correspondait à la 1ère circonscription du Val-de-Marne de laquelle furent détachées les communes de Gentilly et du Kremlin-Bicêtre qui rejoignaient la 10ème circonscription du nouveau découpage.

## Historique des députations
| Législature | Début de mandat | Fin de mandat  | Député                    | Parti politique      | Observations                                                                           |
| ----------- | --------------- | -------------- | ------------------------- | -------------------- | -------------------------------------------------------------------------------------- |
| IXe         | 23 juin 1988    | 1er avril 1993 | Georges Marchais          | PCF                  |                                                                                        |
| Xe          | 2 avril 1993    | 21 avril 1997  | Georges Marchais,         | PCF,                 | Mandat écourté à la suite d'une dissolution parlementaire décidée par Jacques Chirac.  |
| XIe         | 12 juin 1997    | 18 juin 2002   | Claude Billard,           | PCF,                 |                                                                                        |
| XIIe        | 19 juin 2002    | 19 juin 2007   | Jean-Yves Le Bouillonnec, | PS,                  | Maire de Cachan                                                                        |
| XIIIe       | 20 juin 2007    | 19 juin 2012   | Jean-Yves Le Bouillonnec  | PS                   | Maire de Cachan                                                                        |
| XIVe        | 20 juin 2012    | 20 juin 2017   | Jean-Yves Le Bouillonnec  | PS                   | Maire de Cachan                                                                        |
| XVe         | 21 juin 2017    | 21 juin 2022   | Albane Gaillot            | LREM (jusqu'en 2019) |                                                                                        |
| XVIe        | 22 juin 2022    | 9 juin 2024    | Sophie Taillé-Polian      | G.s                  | Mandat écourté à la suite d'une dissolution parlementaire décidée par Emmanuel Macron. |
| XVIIe       | 8 juillet 2024  | En cours       | Sophie Taillé-Polian      | G.s                  |                                                                                        |

## Historique des élections

### Élections de 1988
| Candidat       | Candidat                          | Parti             | Premier tour | Premier tour | Second tour | Second tour |  |
| Candidat       | Candidat                          | Parti             | Voix         | %            | Voix        | %           |  |
| -------------- | --------------------------------- | ----------------- | ------------ | ------------ | ----------- | ----------- |  |
|                | Georges Marchais sortant réélu    | PCF               | 14 294       | 38,97        | 22 892      | 65,74       |  |
|                | Pierre Zémor                      | PS                | 9 950        | 27,13        | Retrait     | Retrait     |  |
|                | Serge Dubreuil                    | RPR (URC)         | 7 792        | 21,24        | 11 929      | 34,26       |  |
|                | Alain Barraud                     | FN                | 3 223        | 8,79         |             |             |  |
|                | Daniel Monaury                    | Divers écologiste | 1 276        | 3,48         |             |             |  |
|                | Michel Chouasne                   | Divers écologiste | 142          | 0,39         |             |             |  |
|                | Françoise Passerat de La Chapelle | POE               | 0            | 0            |             |             |  |
|                |                                   |                   |              |              |             |             |  |
| Inscrits       | Inscrits                          | Inscrits          | 56 899       | 100,00       | 56 899      | 100,00      |  |
| Abstentions    | Abstentions                       | Abstentions       | 19 816       | 34,83        | 20 125      | 35,37       |  |
| Votants        | Votants                           | Votants           | 37 083       | 65,17        | 36 774      | 64,63       |  |
| Blancs et nuls | Blancs et nuls                    | Blancs et nuls    | 406          | 1,09         | 1 953       | 5,31        |  |
| Exprimés       | Exprimés                          | Exprimés          | 36 677       | 98,91        | 34 821      | 94,69       |  |

Le suppléant de Georges Marchais était Pierre-Yves Cosnier, conseiller général, maire de Villejuif.

### Élections de 1993
| Candidat       | Candidat                       | Parti          | Premier tour | Premier tour | Second tour | Second tour |  |
| Candidat       | Candidat                       | Parti          | Voix         | %            | Voix        | %           |  |
| -------------- | ------------------------------ | -------------- | ------------ | ------------ | ----------- | ----------- |  |
|                | Daniel Richard                 | RPR (UPF)      | 9 748        | 27,88        | 15 453      | 44,97       |  |
|                | Georges Marchais sortant réélu | PCF            | 9 714        | 27,79        | 18 908      | 55,03       |  |
|                | Alain Geismar                  | PS (ADFP)      | 4 979        | 14,24        |             |             |  |
|                | Alain Lipietz                  | Les Verts (EÉ) | 4 414        | 12,63        |             |             |  |
|                | Jean-Louis Desbordes           | FN             | 4 034        | 11,54        |             |             |  |
|                | Denis Guillard                 | LO             | 778          | 2,23         |             |             |  |
|                | Alain Bolufer                  | LT-LNÉ         | 762          | 2,18         |             |             |  |
|                | Béatrice Durupt                | Divers (UÉD)   | 531          | 1,52         |             |             |  |
|                |                                |                |              |              |             |             |  |
| Inscrits       | Inscrits                       | Inscrits       | 53 837       | 100,00       | 53 837      | 100,00      |  |
| Abstentions    | Abstentions                    | Abstentions    | 17 488       | 32,48        | 17 016      | 31,61       |  |
| Votants        | Votants                        | Votants        | 36 349       | 67,52        | 36 821      | 68,39       |  |
| Blancs et nuls | Blancs et nuls                 | Blancs et nuls | 1 389        | 3,82         | 2 460       | 6,68        |  |
| Exprimés       | Exprimés                       | Exprimés       | 34 960       | 96,18        | 34 361      | 93,32       |  |

Le suppléant de Georges Marchais était Pierre-Yves Cosnier.

### Élections de 1997
| Candidat       | Candidat           | Parti             | Premier tour | Premier tour | Second tour | Second tour |  |
| Candidat       | Candidat           | Parti             | Voix         | %            | Voix        | %           |  |
| -------------- | ------------------ | ----------------- | ------------ | ------------ | ----------- | ----------- |  |
|                | Claude Billard élu | PCF               | 9 900        | 30,41        | 20 912      | 64,32       |  |
|                | Daniel Richard     | RPR               | 6 745        | 20,72        | 11 598      | 35,68       |  |
|                | Alain Lipietz      | Les Verts (PS)    | 6 675        | 20,51        | Retrait     | Retrait     |  |
|                | Michel Duverger    | FN                | 4 150        | 12,75        |             |             |  |
|                | Thierry Bonhoure   | MDC               | 1 074        | 3,3          |             |             |  |
|                | Denis Guillard     | LO                | 977          | 3            |             |             |  |
|                | Carole Teyssedre   | GÉ                | 747          | 2,29         |             |             |  |
|                | Maryvonne Gaudry   | LDI (MPF)         | 600          | 1,84         |             |             |  |
|                | Yvette Buhr        | MÉI               | 450          | 1,38         |             |             |  |
|                | Jean-Yves Follezou | Divers gauche     | 430          | 1,32         |             |             |  |
|                | Sandrine Ghiotto   | LCR               | 409          | 1,26         |             |             |  |
|                | Bernard Jeanteur   | US4J              | 241          | 0,74         |             |             |  |
|                | Jean-Claude Mondot | Divers écologiste | 150          | 0,46         |             |             |  |
|                | Anne Daumas        | Divers            | 4            | 0,01         |             |             |  |
|                | Dominique Paska    | Divers            | 0            | 0            |             |             |  |
|                |                    |                   |              |              |             |             |  |
| Inscrits       | Inscrits           | Inscrits          | 52 074       | 100,00       | 52 073      | 100,00      |  |
| Abstentions    | Abstentions        | Abstentions       | 18 623       | 35,76        | 17 839      | 34,26       |  |
| Votants        | Votants            | Votants           | 33 451       | 64,24        | 34 234      | 65,74       |  |
| Blancs et nuls | Blancs et nuls     | Blancs et nuls    | 899          | 2,69         | 1 724       | 5,04        |  |
| Exprimés       | Exprimés           | Exprimés          | 32 552       | 97,31        | 32 510      | 94,96       |  |

Le suppléant de Claude Billard était Pierre-Yves Cosnier.

### Élections de 2002
| Candidat       | Candidat                     | Parti            | Premier tour | Premier tour | Second tour | Second tour |  |
| Candidat       | Candidat                     | Parti            | Voix         | %            | Voix        | %           |  |
| -------------- | ---------------------------- | ---------------- | ------------ | ------------ | ----------- | ----------- |  |
|                | Carine N'Guyen               | UMP              | 8 488        | 26,68        | 12 132      | 43,8        |  |
|                | Jean-Yves Le Bouillonnec élu | PS (PRG)         | 7 547        | 23,73        | 15 568      | 56,2        |  |
|                | Claude Billard sortant       | PCF              | 7 224        | 22,71        |             |             |  |
|                | Jocelyne Bureau              | FN               | 3 299        | 10,37        |             |             |  |
|                | Alain Lipietz                | Les Verts        | 1 949        | 6,13         |             |             |  |
|                | Fatiha Mlati                 | Pôle républicain | 772          | 2,43         |             |             |  |
|                | André Mimran                 | Divers droite    | 599          | 1,88         |             |             |  |
|                | Luc Chevallier               | LCR              | 522          | 1,64         |             |             |  |
|                | Daniel Lioubowny             | LO               | 278          | 0,87         |             |             |  |
|                | Loïc Mouturier               | MNR              | 262          | 0,82         |             |             |  |
|                | Yvette Buhr                  | MÉI              | 252          | 0,79         |             |             |  |
|                | Sidoine Seghier              | Divers           | 167          | 0,53         |             |             |  |
|                | Nicole Florence              | PT               | 158          | 0,5          |             |             |  |
|                | Alain Caporusso              | Divers           | 121          | 0,38         |             |             |  |
|                | Antoine Duréault             | MÉI              | 100          | 0,31         |             |             |  |
|                | Michèle Ambel                | CPNT             | 70           | 0,22         |             |             |  |
|                | Gilles David                 | UDF              | 1            | 0            |             |             |  |
|                |                              |                  |              |              |             |             |  |
| Inscrits       | Inscrits                     | Inscrits         | 52 022       | 100,00       | 52 019      | 100,00      |  |
| Abstentions    | Abstentions                  | Abstentions      | 19 754       | 37,97        | 22 954      | 44,13       |  |
| Votants        | Votants                      | Votants          | 32 268       | 62,03        | 29 065      | 55,87       |  |
| Blancs et nuls | Blancs et nuls               | Blancs et nuls   | 459          | 1,42         | 1 365       | 4,7         |  |
| Exprimés       | Exprimés                     | Exprimés         | 31 809       | 98,58        | 27 700      | 95,3        |  |

La suppléante de Jean-Yves Le Bouillonnec était Christine Revault d'Allonnes, attachée parlementaire au Sénat, de Villejuif.

### Élections de 2007
| Candidat       | Candidat                               | Parti          | Premier tour | Premier tour | Second tour | Second tour |  |
| Candidat       | Candidat                               | Parti          | Voix         | %            | Voix        | %           |  |
| -------------- | -------------------------------------- | -------------- | ------------ | ------------ | ----------- | ----------- |  |
|                | Jean-Yves Le Bouillonnec sortant réélu | PS             | 9 729        | 29,66        | 19 126      | 62,79       |  |
|                | Sophie Pinon                           | UMP            | 8 817        | 26,88        | 11 332      | 37,21       |  |
|                | Claudine Cordillot                     | PCF            | 5 533        | 16,87        |             |             |  |
|                | Isabelle Tréhou                        | UDF–MoDem      | 3 076        | 9,38         |             |             |  |
|                | Alain Lipietz                          | Les Verts      | 1 651        | 5,03         |             |             |  |
|                | Marie-Thérèse Le Guilloux              | FN             | 1 193        | 3,64         |             |             |  |
|                | Anne Leydier                           | LCR            | 854          | 2,6          |             |             |  |
|                | Maryvonne Gaudry                       | MPF            | 576          | 1,76         |             |             |  |
|                | Marie-France Oguse                     | MÉI            | 343          | 1,05         |             |             |  |
|                | Karim Baouz                            | Divers         | 296          | 0,9          |             |             |  |
|                | Daniel Lioubowny                       | LO             | 224          | 0,68         |             |             |  |
|                | Claude Maurier                         | Divers         | 208          | 0,63         |             |             |  |
|                | Sandrine Failla                        | MNR            | 188          | 0,57         |             |             |  |
|                | Florence Widmer                        | PT             | 109          | 0,33         |             |             |  |
|                | Liliane Moro                           | Divers         | 8            | 0,02         |             |             |  |
|                |                                        |                |              |              |             |             |  |
| Inscrits       | Inscrits                               | Inscrits       | 56 973       | 100,00       | 57 674      | 100,00      |  |
| Abstentions    | Abstentions                            | Abstentions    | 23 646       | 41,5         | 26 281      | 45,57       |  |
| Votants        | Votants                                | Votants        | 33 327       | 58,5         | 31 393      | 54,43       |  |
| Blancs et nuls | Blancs et nuls                         | Blancs et nuls | 522          | 1,57         | 935         | 2,98        |  |
| Exprimés       | Exprimés                               | Exprimés       | 32 805       | 98,43        | 30 458      | 97,02       |  |

### Élections de 2012
| Candidat       | Candidat                               | Parti          | Premier tour | Premier tour | Second tour | Second tour |  |
| Candidat       | Candidat                               | Parti          | Voix         | %            | Voix        | %           |  |
| -------------- | -------------------------------------- | -------------- | ------------ | ------------ | ----------- | ----------- |  |
|                | Jean-Yves Le Bouillonnec sortant réélu | PS             | 12 878       | 41,17        | 16 885      | 100,00      |  |
|                | Gilles Delbos                          | FG (PCF)       | 5 942        | 19,00        | Retrait     | Retrait     |  |
|                | Christelle Prache                      | UMP            | 5 278        | 16,87        |             |             |  |
|                | Thérèse Patry                          | FN             | 2 856        | 9,13         |             |             |  |
|                | Christian Métairie                     | EÉLV           | 1 642        | 5,25         |             |             |  |
|                | Jorge Carvalho                         | MoDem          | 885          | 2,83         |             |             |  |
|                | Jean-François Harel                    | Divers droite  | 567          | 1,81         |             |             |  |
|                | Claude Maurier                         | AÉI            | 410          | 1,31         |             |             |  |
|                | Ivan Lamouret                          | Pirate         | 389          | 1,24         |             |             |  |
|                | Elsa Moalic                            | NPA            | 242          | 0,77         |             |             |  |
|                | Emmanuel Thébault                      | LO             | 191          | 0,61         |             |             |  |
|                |                                        |                |              |              |             |             |  |
| Inscrits       | Inscrits                               | Inscrits       | 59 907       | 100,00       | 59 907      | 100,00      |  |
| Abstentions    | Abstentions                            | Abstentions    | 28 182       | 47,04        | 38 166      | 63,71       |  |
| Votants        | Votants                                | Votants        | 31 725       | 52,96        | 21 741      | 36,29       |  |
| Blancs et nuls | Blancs et nuls                         | Blancs et nuls | 445          | 1,4          | 4 856       | 22,34       |  |
| Exprimés       | Exprimés                               | Exprimés       | 31 280       | 98,6         | 16 885      | 77,66       |  |

### Élections de 2017
|                                                                             | |                           |                           |                          |                          |
|                                                                             | | Premier tour 11 juin 2017 | Premier tour 11 juin 2017 | Second tour 18 juin 2017 | Second tour 18 juin 2017 |
|                                                                             | |                           |                           |                          |                          |
|                                                                             | | Nombre                    | % des inscrits            | Nombre                   | % des inscrits           |
| Inscrits                                                                    | Inscrits                                                                                                  | 62 445                    | 100,00                    | 62 446                   | 100,00                   |
| Abstentions                                                                 | Abstentions                                                                                               | 33 085                    | 52,98                     | 37 036                   | 59,31                    |
| Votants                                                                     | Votants                                                                                                   | 29 360                    | 47,02                     | 25 410                   | 40,69                    |
|                                                                             | |                           | % des votants             |                          | % des votants            |
| Bulletins blancs                                                            | Bulletins blancs                                                                                          | 466                       | 1,59                      | 1 585                    | 6,24                     |
| Bulletins nuls                                                              | Bulletins nuls                                                                                            | 100                       | 0,34                      | 490                      | 1,93                     |
| Suffrages exprimés                                                          | Suffrages exprimés                                                                                        | 28 794                    | 98,07                     | 23 335                   | 91,83                    |
|                                                                             | |                           |                           |                          |                          |
| Candidat Étiquette politique (partis et alliances)                          | Candidat Étiquette politique (partis et alliances)                                                        | Voix                      | % des exprimés            | Voix                     | % des exprimés           |
|                                                                             | |                           |                           |                          |                          |
|                                                                             | Albane Gaillot La République en marche                                                                    | 9 681                     | 33,62                     | 12 511                   | 53,61                    |
|                                                                             | Djamel Arrouche La France insoumise                                                                       | 4 713                     | 16,37                     | 10 824                   | 46,39                    |
|                                                                             | Audrey Gaudron Les Républicains (Union des démocrates et indépendants - Mouvement écologiste indépendant) | 2 901                     | 10,08                     |                          |                          |
|                                                                             | Hélène de Comarmond Parti socialiste (Parti radical de gauche - Mouvement républicain et citoyen)         | 2 620                     | 9,10                      |                          |                          |
|                                                                             | Marianne Jaouen Europe Écologie Les Verts                                                                 | 2 542                     | 8,83                      |                          |                          |
|                                                                             | Catherine Dos Santos Parti communiste français                                                            | 2 532                     | 8,79                      |                          |                          |
|                                                                             | Alexandre Gaborit Front national                                                                          | 1 892                     | 6,57                      |                          |                          |
|                                                                             | Michelle Gillet Debout la France                                                                          | 315                       | 1,09                      |                          |                          |
|                                                                             | Michel Monin Divers droite (Les Républicains diss.)                                                       | 306                       | 1,06                      |                          |                          |
|                                                                             | Nolwenn Davoine Divers (Union populaire républicaine)                                                     | 252                       | 0,88                      |                          |                          |
|                                                                             | Brahim Djahlat Divers                                                                                     | 239                       | 0,83                      |                          |                          |
|                                                                             | Christine Mazurier Lutte ouvrière                                                                         | 209                       | 0,73                      |                          |                          |
|                                                                             | David Vannier Divers gauche (À nous la démocratie ! - La Relève citoyenne)                                | 203                       | 0,71                      |                          |                          |
|                                                                             | Jérôme Carey Extrême gauche (Nouveau Parti anticapitaliste)                                               | 159                       | 0,55                      |                          |                          |
|                                                                             | Jean-François Harel Divers droite                                                                         | 145                       | 0,50                      |                          |                          |
|                                                                             | Nicole Florence Extrême gauche (Parti ouvrier indépendant démocratique)                                   | 82                        | 0,28                      |                          |                          |
|                                                                             | Marine Voisin Divers                                                                                      | 3                         | 0,01                      |                          |                          |
| Source : Ministère de l'Intérieur - Onzième circonscription du Val-de-Marne | |                           |                           |                          |                          |

### Élections de 2022
| Résultats des élections législatives des 12 et 19 juin 2022 de la 11e circonscription du Val-de-Marne |                                     |                                            |              |              |             |             |
| Candidat                                                                                              | Candidat                            | Parti et coalition                         | Premier tour | Premier tour | Second tour | Second tour |
| Candidat                                                                                              | Candidat                            | Parti et coalition                         | Voix         | %            | Voix        | %           |
| | Sophie Taillé-Polian                | G·s (NUPES)                                | 14 739       | 48,83        | 17 977      | 63,32       |
| | Erwann Calvez                       | LREM (ENS)                                 | 7 663        | 25,39        | 10 413      | 36,68       |
| | Martina Gabelica                    | RN                                         | 2 514        | 8,33         |             |             |
| | Mahrouf Bounegta                    | LR (UDC)                                   | 1 142        | 3,78         |             |             |
| | Sarah Milamon                       | REC                                        | 1 085        | 3,59         |             |             |
| | Maryvonne Rocheteau                 | GRS (Fédération de la gauche républicaine) | 1 080        | 3,58         |             |             |
| | Jean Couthures                      | MDP                                        | 889          | 2,95         |             |             |
| | Jocelyn-Pierre Rosaz                | PA                                         | 429          | 1,42         |             |             |
| | Christine Mazurier                  | LO                                         | 333          | 1,10         |             |             |
| | Zahra Ait Ouali                     | DEC (CRIC)                                 | 126          | 0,42         |             |             |
| | Nicole Florence                     | POID                                       | 113          | 0,37         |             |             |
| | Pedro Guanaes Netto                 | RS (LRDP)                                  | 64           | 0,21         |             |             |
| | Namunayao Kahambwe Ziada Mwana-Kusu | PDF                                        | 3            | 0,01         |             |             |
| | Dany-Laure Lavilette                | AC (ÉMP)                                   | 3            | 0,01         |             |             |
| Votes valides                                                                                         | Votes valides                       | Votes valides                              | 30 183       | 97,91        | 28 390      | 95,04       |
| Votes blancs                                                                                          | Votes blancs                        | Votes blancs                               | 506          | 1,64         | 1 149       | 3,85        |
| Votes nuls                                                                                            | Votes nuls                          | Votes nuls                                 | 139          | 0,45         | 332         | 1,11        |
| Total                                                                                                 | Total                               | Total                                      | 30 828       | 100          | 29 871      | 100         |
| Abstention                                                                                            | Abstention                          | Abstention                                 | 34 148       | 52,55        | 35 119      | 54,04       |
| Inscrits / participation                                                                              | Inscrits / participation            | Inscrits / participation                   | 64 976       | 47,45        | 64 990      | 45,96       |

### Élections de 2024
| Candidat                 | Candidat                 | Parti et coalition       | Nuance                   | Premier tour | Premier tour |
| Candidat                 | Candidat                 | Parti et coalition       | Nuance                   | Voix         | %            |
| ------------------------ | ------------------------ | ------------------------ | ------------------------ | ------------ | ------------ |
|                          | Sophie Taillé-Polian     | G.s (NFP)                | UG                       | 24 447       | 57,36        |
|                          | Nathalie Picot           | RE (ENS)                 | ENS                      | 8 494        | 19,93        |
|                          | Sylvie Bouchot           | RN                       | RN                       | 6 093        | 14,30        |
|                          | Cédric Rivet-Sow         | SL (UDC)                 | DVD                      | 1 504        | 3,53         |
|                          | Charles Mariaud          | UDI                      | UDI                      | 1 167        | 2,74         |
|                          | Lydie Cousty             | REC                      | REC                      | 452          | 1,06         |
|                          | Christine Samson         | LO                       | EXG                      | 319          | 0,75         |
|                          | Sébastien Sugranes       | NPA-R                    | EXG                      | 146          | 0,34         |
|                          |                          |                          |                          |              |              |
| Votes valides            | Votes valides            | Votes valides            | Votes valides            | 42 622       | 98,15        |
| Votes blancs             | Votes blancs             | Votes blancs             | Votes blancs             | 587          | 1,35         |
| Votes nuls               | Votes nuls               | Votes nuls               | Votes nuls               | 217          | 0,50         |
| Total                    | Total                    | Total                    | Total                    | 43 426       | 100          |
| Abstention               | Abstention               | Abstention               | Abstention               | 22 634       | 34,26        |
| Inscrits / participation | Inscrits / participation | Inscrits / participation | Inscrits / participation | 66 060       | 65,74        |

#### Département du Val-de-Marne
- La fiche de l'INSEE de cette circonscription : « Tableaux et Analyses de la onzième circonscription du Val-de-Marne », sur insee.fr, site de l'Institut national de la statistique et des études économiques (consulté le 10 juin 2007) [PDF]
- « Tous les députés du département du Val-de-Marne depuis 1789 », sur assemblee-nationale.fr, site de l'Assemblée nationale française (consulté le 10 juin 2007)
- « Informations contentieuses sur le département du Val-de-Marne (Élections législatives de 2002) »(Archive.org • Wikiwix • Archive.is • Google • Que faire ?), sur conseil-constitutionnel.fr, site du Conseil constitutionnel (consulté le 13 juin 2007)

#### Circonscriptions en France
- « Carte des circonscriptions législatives en France », sur assemblee-nationale.fr, site de l'Assemblée nationale française (consulté le 10 juin 2007)
- « Résultats électoraux officiels en France »(Archive.org • Wikiwix • Archive.is • Google • Que faire ?), sur interieur.gouv.fr, site du ministère de l'Intérieur (France) (consulté le 13 juin 2007)
- Description et Atlas des circonscriptions électorales de France sur http://www.atlaspol.com, Atlaspol, site de cartographie géopolitique, consulté le 13 juin 2007.